# ترنرتاون (ویرجینیای غربی)
ترنرتاون، ویرجینیای غربی (به انگلیسی: Turnertown, West Virginia) یک منطقهٔ مسکونی در ایالات متحده آمریکا است که در ویرجینیای غربی واقع شده‌است.

## خصوصیات
ترنرتاون ۳۱۳٫۰۳ متر بالاتر از سطح دریا واقع شده‌است.